# عبد الرحمن عباس
عبد الرحمن عباس (بالملايوية: Abdul Rahman Abbas)‏ هو سياسي ماليزي، ولد في 15 مايو 1938. حزبياً، نشط في المنظمة الوطنية الملاوية المتحدة.